# André Derain
André Louis Derain n. 10 iunie 1880, Chatou, Île-de-France, Franța – d. 8 septembrie 1954, Garches, Métropole du Grand Paris, Franța a fost un pictor, grafician și sculptor francez, unul din reprezentanții principali - alături de Henri Matisse, Maurice de Vlaminck și Raoul Dufy - ai fauvismului, mișcare artistică din anii 1904 - 1908, care punea accentul pe intensitatea și puritatea culorilor, mișcare de care s-a distanțat ulterior. Prețuit încă din timpul vieții, a fost mai târziu criticat pentru a faptul de a fi revenit la formele considerate "tradiționale".

## Viața și opera
André Derain s-a născut la 10 iunie 1880 în localitatea Chatou din Île-de-France, în apropierea Parisului. Părinții viitorului pictor plănuiseră pentru fiul lor o carieră de inginer sau ofițer, dar rezultatele mediocre la învățătură ale tânărului André le spulberă orice speranță de înfăptuire a acestor aspirații. Singurul obiect la care obține note bune este desenul. Începe să consacre tot mai mult timp picturii și, în anii 1898-1899, frecventează Academia Camillo în clasa de pictură a lui Eugène Carrière, un prieten al lui Puvis de Chavannes. Aici se va întâlni cu Henri Matisse, Jean Puy și Albert Marquet. Autodidact, frecventează împreună cu Matisse muzeele de artă și copiază tablouri ale marilor maeștrii. Citește mult, mai ales literatură și filosofie, autorii săi preferați fiind Émile Zola și Friedrich Nietzsche.

### "Școala" de la Chatou
În anul 1900, Derain îl întâlnește întâmplător într-un tren pe Maurice de Vlaminck. Este impresionat de caracterul puternic al acestuia, și între cei doi pictori se naște o adâncă prietenie. În iarna anului 1900, închiriază împreună încăperea unui fost restaurant din Chatou, pe care o vor transforma în atelier. Acolo vor crea tablouri pline de culoare și dinamism. Această situație nu este de durată, căci din septembrie 1901 până în toamna anului 1904 Derain este recrutat la armată. În toată această perioadă întreține o susținută corespondență cu Vlaminck.
Derain își petrece vara anului 1905 la Collioure, pictând împreună cu Henri Matisse, care îl convinge să-și expună pânzele la "Salonul de toamnă". Derain expune în aceeași sală din Grand Palais împreună cu Matisse, Maurice de Vlaminck, Albert Marquet, Jean Puy, Louis Valtat, sală pe care criticul Louis Vauxcelles o numește în mod ironic "la cage aux fauves" ("cușca fiarelor sălbatice"), datorită coloritului crud și violent al tablourilor. Expresia va face carieră, stilul creat de acest grup de artiști intrând în istoria artelor sub numele de Fauvism. Derain este un fauvist tipic, paleta sa strălucitoare, culorile violente în cruditatea lor, accentul pe expresivitate aparțin acestei orientări.
În primăvara anului 1906, Derain pleacă la Londra, unde descoperă pictura lui William Turner, și pictează peisaje urbane, ca podul Charing Cross sau imagini din Hyde Park.

### Alte orientări
În 1908, Derain părăsește atelierul din Chatou și se stabilește la Paris, în cartierul Montmartre, nu departe de Bateau-Lavoir. Aici ia contact cu Pablo Picasso, Georges Braque, Guillaume Apollinaire, Kees van Dongen și Max Jacob. Cunoaște pe viitoarea lui soție, Alice Gery. Derain începe să se îndepărteze de fauvism, apropiindu-se pe de o parte de cubism, pe de alta fiind atras de arta lui Paul Cézanne, al cărui efort de recuperare a realului în imagine se cristalizase în noul său tip de perspectivă bazată pe raporturile între tonurile "calde" și "reci".
Drumul lui Derain va fi unul din cele mai interesante, oferind, la capătul unei lungi și fecunde experiențe, spectacolul unei dramatice și personale întâlniri între un temperament vulcanic și un spirit ordonator. O permanentă nostalgie pentru idealuri clasice îl face să zăbovească în muzeele pariziene, iar mai târziu să admire arta neagră, fresca pompeiană, mozaicul bizantin.
Participă la câteva manifestări din Germania (expoziția Noii Asociații a Artiștilor din München, 1910; expozițiile grupului Der Blaue Reiter). Nu se lasă însă atras de nici unul dintre curentele care animă epoca. Se interesează de grafica de carte, ilustrând primul volum de poezii al lui Guillaume Apollinaire, L'Enchenteur pourrissant (1909), și o colecție de poeme ale lui Max Jacob în 1912. În 1916, ilustrează prima carte a lui André Breton, Mont de Piété. Începe să se ocupe de sculptură și de ceramică. După primul război mondial, lucrează decoruri și costume pentru spectacolul La Boutique Fantastique (1919) al lui Serge Diaghilev cu celebrele "Ballets russes".

### După primirea premiului Carnegie
Reputația sa crește o dată cu primirea premiului Carnegie în 1928 și începe să expună în lumea întreagă, la Londra, Berlin, Frankfurt, New York și Cincinnati.
În timpul celui de-al doilea război mondial, sub ocupația Franței de către Germania nazistă, Derain acceptă o invitație pentru a face o vizită oficială la Berlin împreună cu un grup de scriitori și artiști francezi, cu ocazia expoziției sculptorului Arno Brecker. După eliberarea Franței, a fost un timp stigmatizat drept colaboraționist de unii din foștii săi admiratori.
Lucrările din ultimii ani de viață sunt de o remarcabilă simplitate și forță, care vorbesc despre originalitatea tot mai pregnantă a pictorului.
Cu un an înainte de moarte, contractează o infecție oculară, de care nu se va vindeca. Pe 14 iulie 1954, Derain este victima unui accident de circulație, fiind călcat de un automobil, și moare pe 8 septembrie la Garches în Hauts-de-Seine, ca urmare a leziunilor suferite.
În zilele noastre, picturile sale sunt cotate la prețuri ridicate pe piața obiectelor de artă, unele tablouri ajungând să fie vândute pentru 3 - 4 milioane Euro.